# ملف مضيف

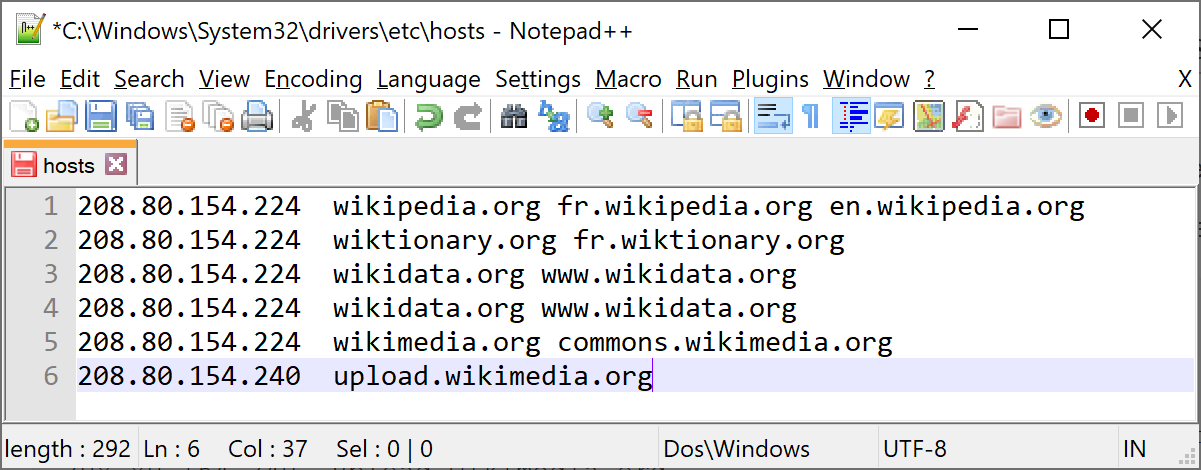

Host File هو ملف حاسوب تستخدمه أنظمة التشغيل لعمل خريطة بين اسم المضيف ورقم الآي بي وهو ملف نصي وعادة يكون باسم hosts.

## محتوى الملف
يحتوي الملف على عدة أسطر ويبدأ السطر بحقل رقم الآي بي ويتبع باسم أو أكثر من اسم المضيف. ويفصل بين هذه الحقول بمسافة فارغة، ومن الممكن أن يضم أسطر للتعليقات وتبدأ هذه بعلامة # في بداية كل سطر، وجميع السطور الفارغة في الملف سيتم تجاهلها.
مثال لمحتويات هذا الملف:
```
# This is an example of the hosts file

127
.0.0.1
 
localhost
 
loopback
::1
 
localhost

```

## في نظام الملفات
موقع هذا الملف في نظام الملفات يخلتف بين أنظمة التشغيل، عادة يأتي باسم hosts فقط وبدون امتداد .txt
| نظام التشغيل                       | الإصدار                                                | الموقع                                                                        |
| ---------------------------------- | ------------------------------------------------------ | ----------------------------------------------------------------------------- |
| يونكس، أشباه يونكس، بوزيكس         |                                                        | /etc/hosts                                                                    |
| مايكروسوفت ويندوز                  | 3.1                                                    | %Windir%\HOSTS                                                                |
| مايكروسوفت ويندوز                  | 95، 98/98SE، Me                                        | %WinDir%\hosts                                                                |
| مايكروسوفت ويندوز                  | NT، 2000، XP (إكس 86 & إكس86-64), 2003، فيستا، 7 and 8 | متغير البيئة ‏\system32\drivers\etc\hosts                                      |
| ويندوز موبايل                      |                                                        | Registry key under \HKEY_LOCAL_MACHINE\Comm\Tcpip\Hosts                       |
| أبل ماكنتوش                        | 9 أو أقدم                                              | System Folder: Preferences or System folder                                   |
| أبل ماكنتوش                        | أو إس 10 10.0 – 10.1.5                                 | (Added through NetInfo or niload)                                             |
| أبل ماكنتوش                        | أو إس 10 10.2 أو أحدث                                  | /private/etc/hosts (or /etc/hosts, since /etc is a وصلة لينة to /private/etc) |
| نوفيل نت وار                       |                                                        | SYS:etc\hosts                                                                 |
| أو إس/2 & eComStation              |                                                        | "bootdrive":\mptn\etc\                                                        |
| سيمبيان                            | سيمبيان 6.1–9.0                                        | C:\system\data\hosts                                                          |
| سيمبيان                            | سيمبيان 9.1+                                           | C:\private\10000882\hosts                                                     |
| مروف اواس                          | NetStack                                               | ENVARC:sys/net/hosts                                                          |
| أميغا أو إس                        | 4                                                      | DEVS:Internet/hosts                                                           |
| أندرويد                            |                                                        | /system/etc/hosts (or /etc/hosts, since /etc is a وصلة لينة to /system/etc)   |
| آي أو إس (أبل)                     | iOS 2.0 أو أحدث                                        | /private/etc/hosts (or /etc/hosts, since /etc is a وصلة لينة to /private/etc) |
| TOPS-20                            |                                                        | <SYSTEM>HOSTS.TXT                                                             |
| نظام التشغيل بلان 9 من مختبرات بل ‏ |                                                        | /lib/ndb/hosts                                                                |